# Горица (Продром)
Горица или Малка Горица (на гръцки: Γκορίτσα Προδρόμου) е праисторически некропол от желязната епоха, открит над мъгленското село Продром (Продромос), Гърция.

## Местоположение
Останките от селището са открити на хълма Горица, разположен западно от Продром, на десния бряг на Мъгленица (Могленицас). На другия бряг на реката, в землището на Новоселци, има хълм също наречен Горица, на който също има антично селище.

## Описание
На хълма са открити могилни гробове от желязната епоха. Пръстените могили имат диаметър от 13 – 16,50 m и височина 1,30 м- 1,50 m. Гробниците са ограбени. В могила III е открит овален гроб, изграден с 11 стълба с дромос на изток дълъг 1,80 m и широк 1 m. Източните подпори са по-високи от могилата, за да могат да служат за надгробен знак. Находките в гробището са предимно керамика, но и накити и железни оръжия. Използвани са в IX век пр. Хр.
В 1996 година археологическите обекти на двете Горици са обявени за защитени археологически паметници.